# Daniel Schuhmacher

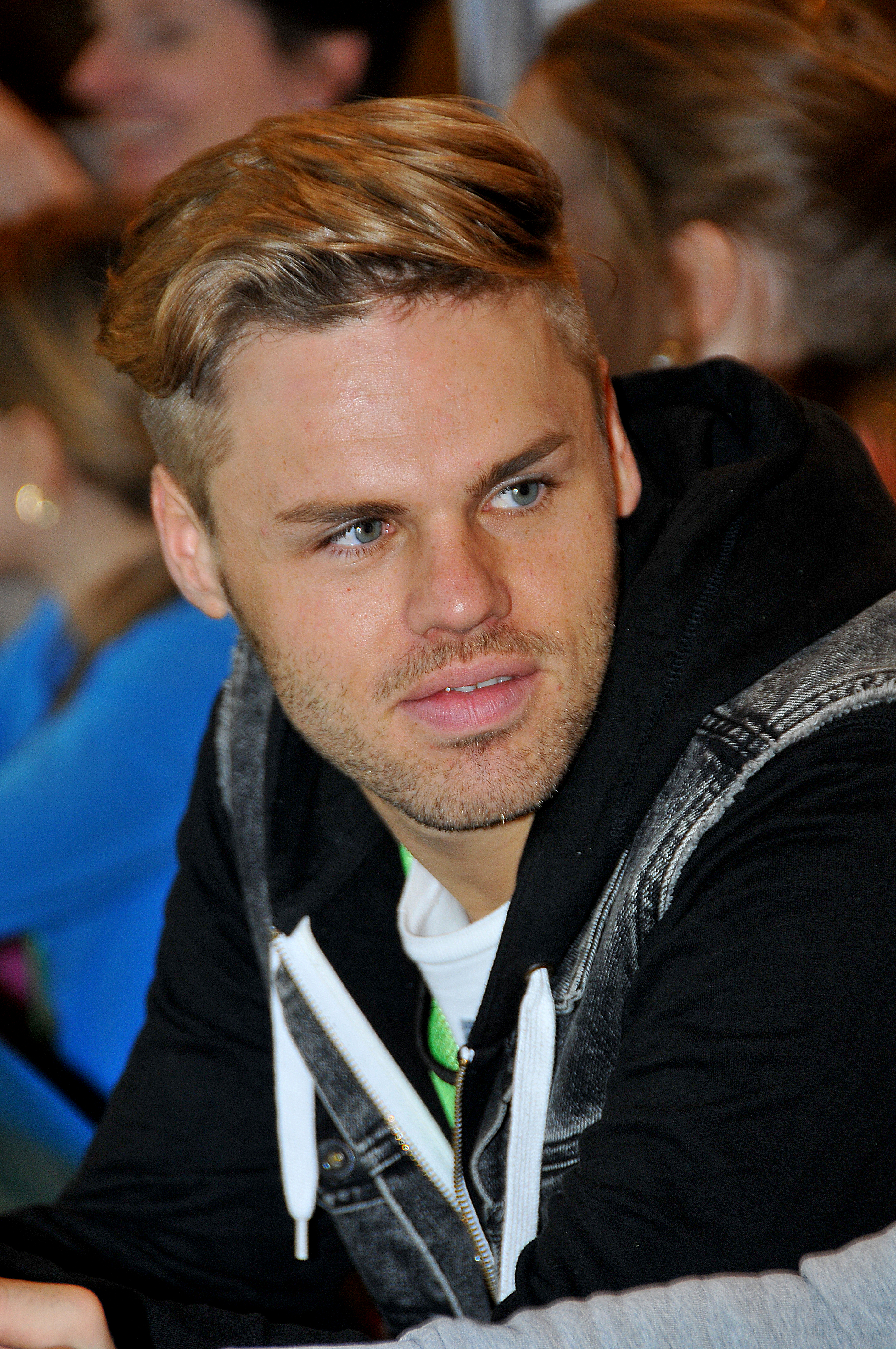
Daniel Schuhmacher (2014)

Daniel Schuhmacher (* 19. April 1987 in Pfullendorf) ist ein deutscher Sänger und Songwriter. Er wurde 2009 als Gewinner der sechsten Staffel der Castingshow Deutschland sucht den Superstar bekannt.

## Leben
Schuhmacher absolvierte eine Ausbildung zum Industriekaufmann und war ab September 2008 Schüler am Wirtschaftsgymnasium in Riedlingen. Für seine Teilnahme an der RTL-Castingshow Deutschland sucht den Superstar ließ er sich von der Schule freistellen. Nachdem er dort unter die besten acht Kandidaten gekommen war, gab Schuhmacher an, die Schule abzubrechen, um sich auf seine Musikkarriere konzentrieren zu können. Er lebt in seiner Heimatstadt Pfullendorf. Seit Oktober 2023 arbeitet Schuhmacher als Gesangslehrer an einer Musikschule in Bad Saulgau.

## Künstlerischer Werdegang

### 2008–2009: Teilnahme anDeutschland sucht den Superstar
Schuhmacher nahm 2008 an der fünften Staffel von Deutschland sucht den Superstar teil und kam unter die besten 30 Kandidaten.

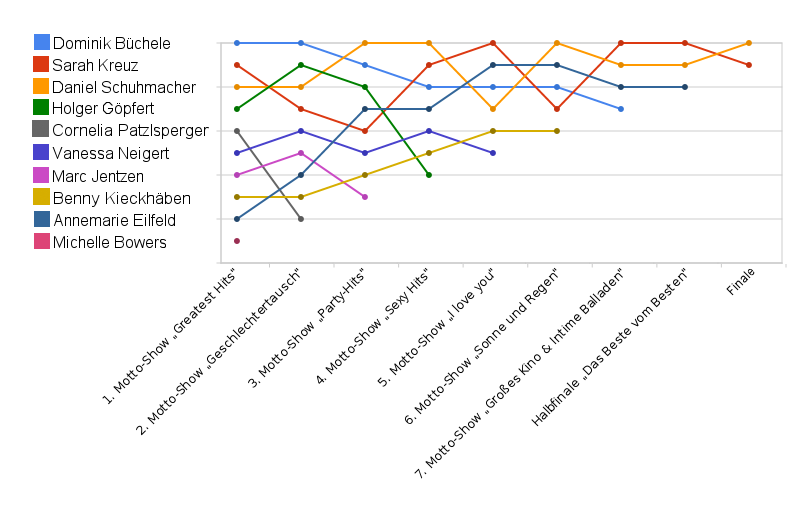
Platzierung der Motto-Show-Kandidaten laut Ergebnis der einzelnen Telefonvotings

Für die sechste Staffel der Castingshow im Jahr 2009 bewarb sich Schuhmacher mit dem Song Ain’t No Sunshine von Bill Withers erneut. Nach bestandener erster Castingrunde absolvierte Schuhmacher weitere Runden, u. a. auf der spanischen Insel Teneriffa und im Theater am Potsdamer Platz in Berlin. Daraufhin wurde er als Top15-Kandidat in die Liveshow Jetzt oder nie eingeladen, die Ende Februar 2009 ausgestrahlt wurde. Er erreichte mit seinem Auftritt mit dem Song Broken Strings von James Morrison in der Telefonabstimmung Platz vier und wurde so zu einem der zehn Kandidaten, die ab Anfang März 2009 in den Mottoshows auftraten. In den insgesamt neun Mottoshows war Schuhmacher, bis auf Show fünf, immer unter den drei Kandidaten mit den meisten Telefonanrufen, viermal erreichte er die meisten Anrufe aller Kandidaten. Am 9. Mai 2009 gewann er die Finalshow mit einem Stimmenanteil von 50,47 Prozent vor Sarah Kreuz. Schuhmacher erhielt einen Plattenvertrag bei Sony BMG. Als sein Manager wurde der Juror der Show, Volker Neumüller, eingesetzt.
Während seiner Teilnahme an der Show gab Schuhmacher am 19. April 2009 anlässlich seines 22. Geburtstags ein Konzert in seiner Heimatstadt Pfullendorf vor 6000 Besuchern.
Auftritte bei Deutschland sucht den Superstar
| Show (Datum)                                                                    | Lied                            | Originalinterpret          | Platzierung    |
| ------------------------------------------------------------------------------- | ------------------------------- | -------------------------- | -------------- |
| Recall (21. Februar 2009)                                                       | If You Don't Know Me by Now     | Simply Red / Harold Melvin | N/A            |
| Top15-Show – Jetzt oder nie (28. Februar 2009)                                  | Broken Strings                  | James Morrison             | 10,63 % (4/15) |
| Mottoshow Top10 – Greatest Hits (7. März 2009)                                  | If You Don’t Know Me by Now     | Simply Red / Harold Melvin | 13,97 % (3/10) |
| Mottoshow Top9 – Geschlechtertausch (14. März 2009)                             | Irgendwas bleibt                | Silbermond                 | 13,11 % (3/9)  |
| Mottoshow Top8 – Party-Hits (21. März 2009)                                     | Sweet Dreams (Are Made of This) | Eurythmics                 | 18,39 % (1/8)  |
| Mottoshow Top7 – Sexy Hits (4. April 2009)                                      | Sexual Healing                  | Marvin Gaye                | 21,29 % (1/7)  |
| Mottoshow Top6 – I Love You und Aktuelle Hits (11. April 2009)                  | You Give Me Something           | James Morrison             | 15,88 % (4/6)  |
| Mottoshow Top6 – I Love You und Aktuelle Hits (11. April 2009)                  | Allein Allein                   | Polarkreis 18              | 15,88 % (4/6)  |
| Mottoshow Top5 – Sonne und Regen (18. April 2009)                               | Here Comes the Rain Again       | Eurythmics                 | 32,68 % (1/5)  |
| Mottoshow Top5 – Sonne und Regen (18. April 2009)                               | Ain’t No Sunshine               | Bill Withers               | 32,68 % (1/5)  |
| Mottoshow Top4 – Großes Kino und Intime Balladen (25. April 2009)               | Take My Breath Away             | Berlin                     | 26,59 % (2/4)  |
| Mottoshow Top4 – Großes Kino und Intime Balladen (25. April 2009)               | You Are So Beautiful            | Joe Cocker                 | 26,59 % (2/4)  |
| Mottoshow Halbfinale – Nummer-eins-Hits, Balladen & Up-tempo (2. Mai 2009)      | Rehab                           | Amy Winehouse              | 33,81 % (2/3)  |
| Mottoshow Halbfinale – Nummer-eins-Hits, Balladen & Up-tempo (2. Mai 2009)      | Get Here                        | Oleta Adams                | 33,81 % (2/3)  |
| Mottoshow Halbfinale – Nummer-eins-Hits, Balladen & Up-tempo (2. Mai 2009)      | Stand by Me                     | Ben E. King                | 33,81 % (2/3)  |
| Mottoshow Finale – Herzenssong, Staffel-Highlight und Siegertitel (9. Mai 2009) | Soulmate                        | Natasha Bedingfield        | 50,47 % (1/2)  |
| Mottoshow Finale – Herzenssong, Staffel-Highlight und Siegertitel (9. Mai 2009) | Ain’t No Sunshine               | Bill Withers               | 50,47 % (1/2)  |
| Mottoshow Finale – Herzenssong, Staffel-Highlight und Siegertitel (9. Mai 2009) | Anything but Love               | Siegertitel                | 50,47 % (1/2)  |

### 2009: Debüt mitThe Album
Schuhmachers erste Single Anything but Love erschien am 15. Mai 2009. Die Single erreichte Platz eins in den deutschen, österreichischen und Schweizer Singlecharts. Anything but Love verkaufte sich innerhalb einer Woche so gut wie keine andere Single im Jahr 2009 und wurde schnellstverkaufte Single des Jahres. Der Song erhielt eine Goldene Schallplatte in Deutschland für über 150.000 verkaufte Exemplare.

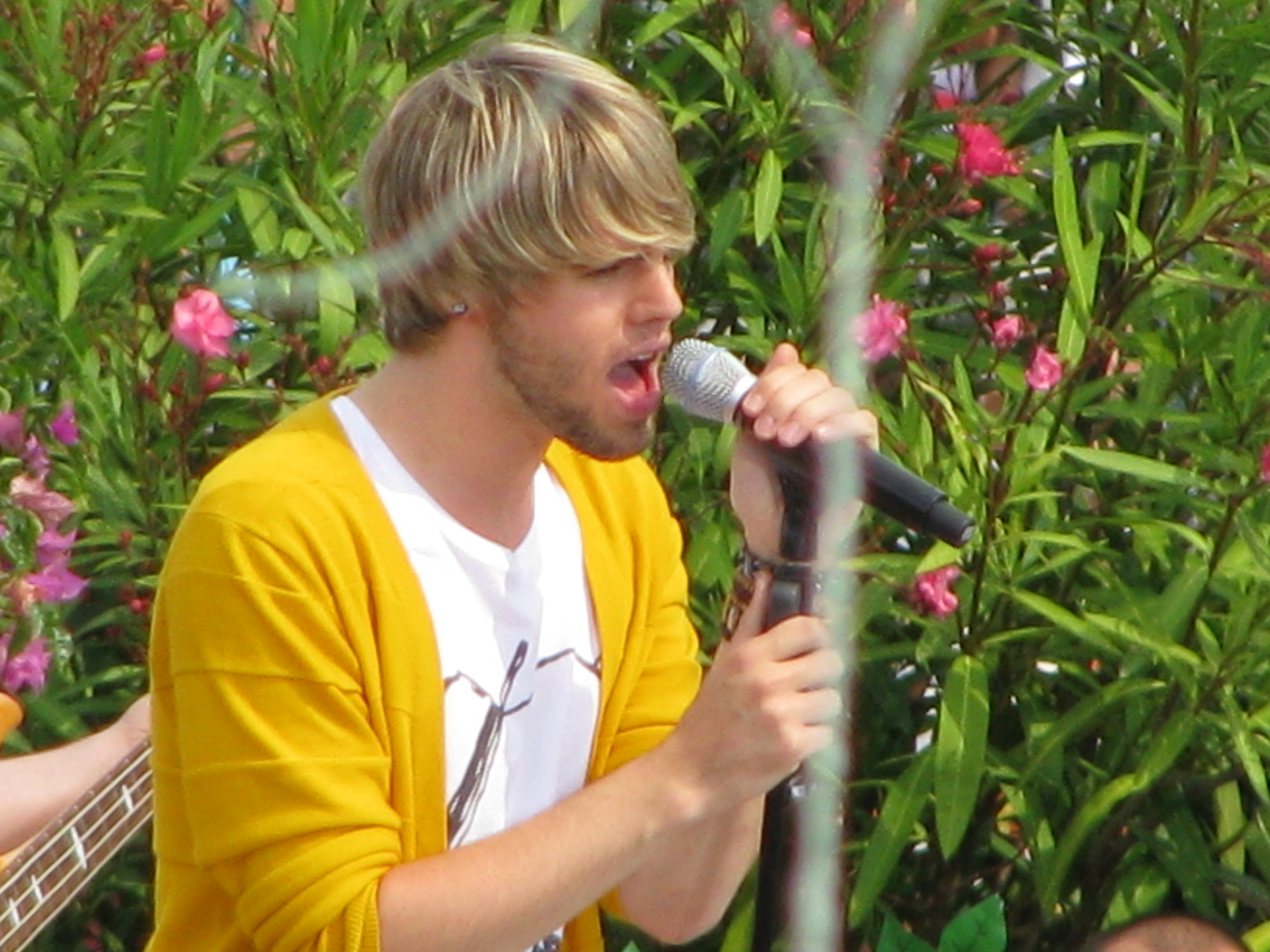
Daniel Schuhmacher (2009)

Am 11. Juni 2009 gab Schuhmacher zusammen mit Dominik Büchele und Sarah Kreuz vor 15.000 Zuschauern ein Konzert in seiner Heimatstadt Pfullendorf.
Schuhmachers Debütalbum mit dem Titel The Album erschien am 19. Juni 2009. Es bestand aus 13 Songs, die alle – bis auf die Coverversionen von Sweet Dreams (Are Made of This) der Eurythmics und Ain't No Sunshine von Bill Withers – von Dieter Bohlen geschrieben wurden. Von den Kritikern hoch gelobt wurde Schuhmachers Stimme und gesangliche Leistung, kritisiert wurden hingegen die Songtexte. Das Album erreichte in den deutschen und österreichischen Albumcharts Platz eins und in der Schweiz Platz vier. Für das Album erhielt Schuhmacher sowohl in Deutschland als auch in Österreich eine Goldene Schallplatte. Von The Album wurden insgesamt über 110.000 Exemplare verkauft.
Am 12. Juli 2009 sang Schuhmacher zur Eröffnung beim Großen Preis von Deutschland der Formel 1 die deutsche Nationalhymne. Schuhmacher trat zudem als Gast vor dem Konzert von Simply Red auf dem Münsterplatz in Ulm am 19. Juli 2009 auf. Für die im Frühherbst auf RTL ausgestrahlte Folge Der Mann ihrer Träume der amerikanischen Fernsehserie CSI: Den Tätern auf der Spur synchronisierte er einen Sänger. Im September 2009 trennte sich Bohlen als Produzent von Schuhmacher. Als Grund gab er Zeitmangel an. Gerüchte um Konflikte zwischen Bohlen und Schuhmacher wurden zurückgewiesen.
Schuhmachers zweite Single Honestly wurde von Alex Christensen produziert, die im November 2009 erschien. Der Song erreichte Platz 22 in den Deutschen Singlecharts und hielt sich dort sechs Wochen. In Österreich erreichte die Single Platz 62. Ende November 2009 begann Schuhmachers erste Tournee. Die Tour umfasste 13 Konzerte in verschiedenen Städten in Deutschland. Im Fokus stand die Präsentation seines Debütalbums. Zudem sang Schuhmacher eigene Versionen der Songs Use Somebody von Kings of Leon und Do Not Hook Up von Kelly Clarkson. Als Support-Act begleitete ihn der Sänger Mars.
Schuhmacher gewann im Jahr 2009 zwei CMA Wild And Young-Awards in den Kategorien Bester Newcomer und Beste Single National für seine Debütsingle Anything but Love. Zusätzlich wurde Anything but Love als Sommerhit des Jahres von Fleurop ausgezeichnet.

### 2010: Zweites StudioalbumNothing to Lose
Anfang 2010 folgte Schuhmachers dritte Single If It’s Love, die von Thorsten Brötzmann produziert wurde. Die B-Seite war die Ballade A Million Miles Away von Per Eklund. Der Song platzierte sich auf Platz 30 in den Singlecharts in Deutschland. Im September des gleichen Jahres wurde Schuhmachers vierte Single Feel veröffentlicht, eine Soul-Ballade. Feel belegte Platz 50 der Deutschen Singlecharts.
Zwei Wochen nach Erscheinen von Feel folgte am 17. September sein zweites Album Nothing to Lose. Schuhmacher arbeitete für das Album mit verschiedenen Produzenten und Songwritern zusammen. In den Kritiken wurde gelobt, dass Schuhmacher sich weiterentwickelt habe seit seinem Debüt. Ebenfalls wird seine stimmliche Weiterentwicklung hervorgehoben. Zur Bewerbung seines Albums gab Schuhmacher 20 Autogrammstunden in ganz Deutschland und präsentierte bei diesen auch Songs seines Albums. Das Album erreichte Platz 37 in Deutschland. Ende 2010 folgte Schuhmachers zweite Tour unter dem Titel Nothing To Lose als Clubtour mit eigener Liveband durch einige Städte in Deutschland, u. a. Berlin, Oberhausen, Mannheim und Friedrichshafen.
Schuhmacher gewann 2010 den Musikpreis Comet in der Kategorie Bester Durchstarter. Zusätzlich wurde er als Bester Act National 2010 von Myspace ausgezeichnet. Er gewann auch drei CMA Wild And Young-Awards in den Kategorien Bester Sänger National, Bestes Album National für sein Album Nothing to Lose und den Silber-Award für das Beste Musikvideo National für sein Musikvideo zur Single Honestly. Ebenfalls wurde er für zwei Echos in den Kategorien Bester Newcomer National und Bestes Video National sowie in der Kategorie Star der Stars beim Comet nominiert.
Anfang 2011 trennte sich Schuhmacher von seinem Manager Neumüller. Er sagte im gleichen Jahr die Anfrage zur Teilnahme an der Castingshow The Voice of Germany ab. Ebenso nahm er die Anfrage für die Übernahme der Hauptrolle im Musical Kein Pardon nicht an. Stattdessen konzentrierte sich Schuhmacher auf die Arbeit an eigenen, selbstgeschriebenen Songs. Im Fokus seines weiteren Werdegangs standen mehr künstlerische Freiheiten, mehr Selbstbestimmung und eine Loslösung vom Image des Castingstars. Seine neuen Songs stellte er erstmals auf seiner dritten Tour durch zehn deutsche Städte im November und Dezember 2011 vor. Zusätzlich trat er im Vorprogramm von Sunrise Avenue auf. Ende des Jahres 2011 wurde mit On a New Wave erstmals ein von Schuhmacher selbst geschriebener Song als Single veröffentlicht.
Im Januar 2012 folgte Schuhmachers erste Live-DVD I Lose Myself in the Music – An Evening with Daniel Schuhmacher. Die Produktion der DVD erfolgte im Spätsommer 2011 im Rahmen eines Akustikkonzertes. Im August 2012 trat Schuhmacher als Support für den Sänger Marlon Roudette bei dessen Konzert in Rottweil auf und absolvierte Festival- und weitere Liveauftritte. Im Dezember des gleichen Jahres erschien die Single A New Day von Schuhmacher und weiteren Künstlern, deren Erlöse dem Katastrophenfonds von Aktion Deutschland Hilft zugutekam. Von November 2012 bis Januar 2013 ging Schuhmacher mit seiner Live-Band unter dem Titel Daniel Schuhmacher & Band erneut auf Deutschlandtour durch sieben Städte.

### 2013: Drittes StudioalbumDiversity
Nach seiner Tour widmete sich Schuhmacher der Produktion seines dritten Studioalbums, für das im August 2013 mit Rolling Stone sein selbstgeschriebener Song als Vorbote erschien. Rolling Stone erreichte Platz 86 der deutschen Singlecharts. Im Oktober 2013 erschien das Album Diversity. Das Studioalbum enthält ausschließlich selbstgeschriebene Songs von Schuhmacher, die Themen seiner musikalischen Emanzipation und seiner persönlichen Entwicklung behandeln. Neben Popmusik, die vom Synthie-Pop der 80er Jahre beeinflusst wurde, befinden sich auf dem Album auch Lieder, die Elemente der Genres Rock, Dance und Soul beinhalten. An der Produktion von Diversity waren unter anderem Jacob Hansonis, der Schuhmacher bei einem seiner Konzerte kennenlernte und so begeistert war, dass er ihm seine Unterstützung bei seinem neuen Album anbot, sowie die britische Band Mirrors beteiligt. Das Album gilt als das bis dahin gelungenste seiner Alben, da Schuhmacher mit Diversity seine Weiterentwicklung und Unabhängigkeit als Künstler unter Beweis stellen könne. Mit der Single Gold erschien ein weiterer Song aus dem Album. Die Single beinhaltet als B-Seite den Song Shady.
Im August 2014 erschien in Zusammenarbeit mit dem Musikproduzenten und DJ Damon Paul die Single Lose Control. Die Single ist als erster Song von Schuhmacher dem Genre Elektro zuzuordnen. Der Song wurde auf Platz 56 der Deutschen DJ-Playlist geführt. Mit dem Lied Electric Heart, das im Dezember 2014 erschien, bewarb sich Schuhmacher um eine Wildcard für Unser Song für Österreich, um Deutschland beim Eurovision Song Contest 2015 zu vertreten. Zeitgleich veröffentlichte Schuhmacher gemeinsam mit Damon Paul eine Dance-Pop-Version des Weihnachtsklassikers Last Christmas.
Im Februar 2015 erschien sein Album Diversity in einer Special Edition mit neun zusätzlichen Songs. Im gleichen Jahr erschien der Song 77 (Love is Love) von Schuhmacher gemeinsam mit weiteren Künstlern im Rahmen der Initiative 100% Mensch, die sich gegen die Verfolgung von Mitgliedern der LGBTQIA*-Community einsetzt, sowie mit dem Song GYWO eine weitere Kollaboration mit Damon Paul.

### 2016: ProjektDsfzkemit Marcus Loeber
Produzent Marcus Loeber und Schuhmacher gründeten gemeinsam das Projekt Dsfzke – Abkürzung für Diese Suche führt zu keinem Ergebnis. Der Name wurde von Loeber vorgeschlagen und steht für einen Neuanfang. Im Oktober 2016 erschien die Single Smalltown Boy, einer Coverversion von Bronski Beat. Das Lied wurde als Single ausgewählt, da deren Sänger Jimmy Somerville, wie Schuhmacher, unter Vorurteilen gegen gleichgeschlechtliche Beziehungen litt. Das Album You Want It folgte am 16. November 2016. Es ist beeinflusst von der Musik der 80er und 90er Jahre und kombiniert Popmusik mit Elementen verschiedener weiterer Musikrichtungen, z. B. Soul, Rhythm and Blues, Rock und Elektro. Schuhmacher und Loeber haben knapp drei Jahre am Album gearbeitet und haben in der Zeit insgesamt 25 Songs gemeinsam geschrieben, Loeber hat alle Songs produziert. 2017 erschien von Dsfzke die EP Don't Run Away mit neuen Songs und Remixen bekannter Songs von You Want It.
Im Frühsommer 2018 bewarb sich Schuhmacher um einen Platz beim Deutschen Vorentscheid Unser Lied für Lissabon, um beim Eurovision Song Contest im Jahr 2019 für Deutschland antreten zu können. Er war einer von 20 Kandidaten, die im Herbst 2018 zu einem Workshop eingeladen wurden, um gemeinsam mit internationalen Songschreibern Lieder für die Teilnahme am Vorentscheid zu schreiben. Unter die sieben Künstler und Bands, die beim Vorentscheid antreten durften, schaffte es Schuhmacher nicht.
Nach Beendigung des Projektes Dsfzke erschien im Dezember 2018 Schuhmachers Song Venus or Mars, mit dem er ein musikalisches und gesellschaftskritisches Statement gegen Homophobie setzen möchte. Der Song wurde von Loeber, seinem Partner des Projektes Dsfzke, produziert. Ebenfalls im Winter 2018 war Schuhmacher Teil des Ensembles der Dinner-Show im österreichischen Bregenz. An 17 Abenden wurde die Show, bestehend aus Gesang, Tanz, Artistik und Comedy, gespielt.
Im Juni 2019 erschien der Song Say Something der Kampagne 100 % Mensch von Schuhmacher und weiteren Künstlern. Der Song spricht sich für ein Anzeigen von Gewalt und Hasskriminalität gegen Personen der LGBTQIA*-Community aus. Im Juli 2019 veröffentlichte Schuhmacher die Ballade Feelings. Im Winter 2019 war er erneut bei der Dinner-Show in Bregenz aktiv und absolvierte gemeinsam mit dem Ensemble 17 Shows unter dem Titel One Night with Mozart.

### Seit 2020: Eigenes LabelLatitude Records
Am 28. Februar 2020 erschien der Song Ecstasy, im April ein Cover des Songs Just be Good to Me von The S. O. S. Band und im Juni wurde Schuhmachers erster deutschsprachiger Song Keine Fashion auf dem Album Dancefieber von DJ Herzbeat veröffentlicht.
Im Frühjahr 2020 gründete Schuhmacher sein eigenes Label Latitude Records, um mehr Unabhängigkeit und damit auch mehr Freiheiten bei der Veröffentlichung neuer Songs zu erhalten. Hypnotized war der erste Song, der über Latitude Records im September 2020 erschien. Hypnotized ist ein Popsong mit elektronischen Elementen, der von Georgie Dennis, Jon Hällgren und Ben Roberts geschrieben und von Jon und Lukas Hällgren produziert wurde. Der Songtext wurde für Schuhmacher angepasst, sodass er nicht über eine Frau, sondern über einen Mann singt. Im Video, das Schuhmacher selbst geschnitten hat, tritt er erstmals mit einem männlichen Hauptdarsteller auf. Im Dezember 2020 erschienen zeitgleich die beiden Songs Cold und Christmas Joy. Erstgenannter wurde gemeinsam von Schuhmacher, Luisa Kutza und John Michael Dostal im Rahmen eines Songwriting-Camps geschrieben, das ausschließlich online stattfand. Produziert wurde Cold von John Skyfield.
Im März 2021 erschien Schuhmachers neue Single The Tea, in der es um Mobbing geht. Im Mai erschien der Song Delusional. Im August erschien die Single What U Want. Der Song handelt von Selbstliebe und -akzeptanz. Im Juli folgte ein Remix seiner Single Hypnotized aus dem Vorjahr mit DJ NoahG sowie drei neue Remixe des Dsfzke-Songs Don't Run Away aus dem Jahr 2016. Im April 2022 veröffentlichte Schuhmacher die Single …And Just Like That als Liebeserklärung an seinen Freund. Es folgte die Single You are Alive im Juni. Mitte Oktober erschien die Single Skin I'm in. Ebenfalls Mitte Oktober 2022 wurde bekannt, dass sich Schuhmacher für die Teilnahme am Vorentscheid Una Voce per San Marino beworben hat, um San Marino beim Eurovision Song Contest 2023 zu vertreten. Er schaffte es bis ins Halbfinale.
Von Dezember 2022 bis April 2023 spielte Schuhmacher wöchentlich im Resort Mooshaus in Kühtai Akustikkonzerte. Im April 2023 erschien der Song Sippin' on a Good Life. Zwischen Dezember 2023 und April 2024 setzte er seine Akustikkonzerte in Kühtai fort. Im April 2024 erscheint sein neuer Song Say.

## Soziales Engagement
Ehrenamtliches Engagement

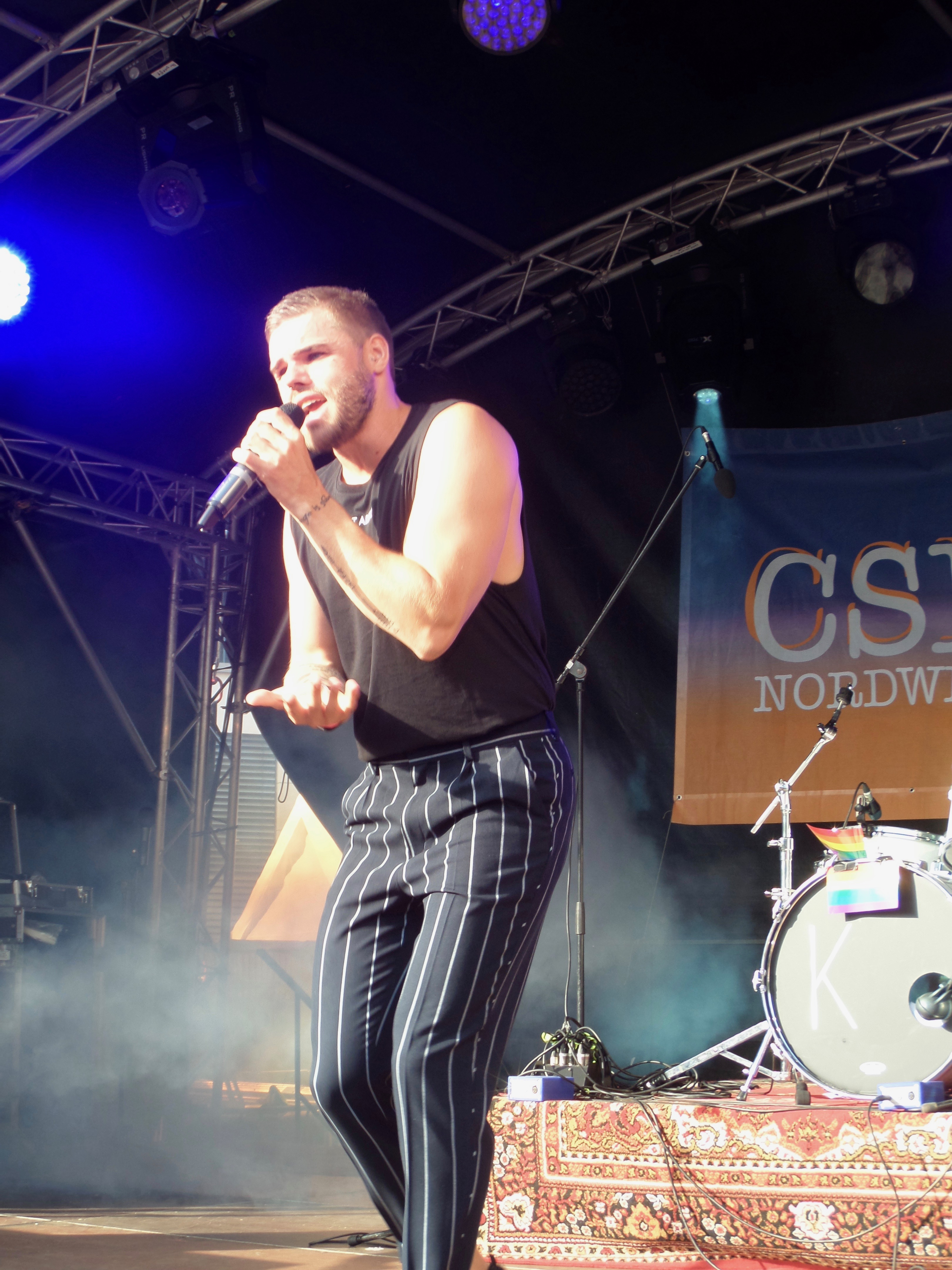
Daniel Schuhmacher bei einem Auftritt während des CSD in Oldenburg (2018)

Seit Mai 2011 engagiert sich Schuhmacher als Botschafter für die Kinderhilfsaktion Herzenssache für benachteiligte Kinder und Jugendliche. Im Rahmen des Street2Sanctuary Programms von Hard Rock Café Europe gab Schuhmacher im April 2012 ein Benefizkonzert im Berliner Hard Rock Café. Die Einnahmen gingen an die Organisation Bombayteenchallenge, die sich um notleidende Jugendliche in Indien kümmert. Aufgrund seines Engagements für die Nachsorgeklinik Tannheim wurde Schuhmacher im August 2012 in das Kuratorium der Deutschen Kinderkrebsnachsorge einberufen – eine Stiftung, die sich für die Rehabilitation von chronisch kranken Kindern und ihren Familien einsetzt. Im Dezember 2012 wurde die Single A New Day von Schuhmacher und weiteren Künstlern veröffentlicht, deren Erlöse dem Katastrophenfonds von Aktion Deutschland Hilft zugutekamen.
Engagement für die LGBTQIA*-Community
Seit seinem Coming-out im Jahr 2014 engagiert sich Schuhmacher verstärkt für die LGBTQIA*-Community. Er unterstützt die Initiative Enough is Enough, indem er z. B. an Talkrunden im Rahmen des Kinofilms Love, Simon teilnahm, um dort mit Jugendlichen über das Coming-out zu sprechen. Seit 2015 engagiert er sich zudem für das Projekt 100 % Mensch, das sich für die rechtliche und gesellschaftliche Gleichstellung aller Menschen einsetzt. Im Rahmen des Projektes erschienen zwei Songs, Song 77 (Love is Love) und Say Something, von Schuhmacher und weiteren Künstlern.
Schuhmacher äußert sich regelmäßig öffentlich über das Leben und die Herausforderungen als homosexueller Mann, der in einer Kleinstadt aufgewachsen ist und dort lebt und setzt sich gegen Homophobie und für Toleranz ein. Mit diesen Themen setzt er sich auch in seinen Songs und Videoclips auseinander, z. B. in Venus und Mars, Hypnotized oder Small Town Boy.
Im Jahr 2019 wurde Schuhmacher vom Magazin Mannschaft zum Gayropäer 2019 gewählt.

## Öffentliche Wahrnehmung
Während seiner Teilnahme an Deutschland sucht den Superstar wurde Schuhmacher als Mädchen- bzw. Teenieschwarm, als Schmusesänger und wegen seiner Frisur als deutsche Version von Justin Bieber inszeniert. Positiv wurde Schuhmacher wahrgenommen für seine Stimme, die u. a. als außergewöhnlich, unverwechselbar, überragend und als Soul-Stimme bezeichnet wurde. Teilweise wurde Schuhmacher wegen seiner Stimme auch als „Ausnahmetalent“ betitelt.

## Diskografie
Studioalben

| Jahr | Titel Musiklabel                  | Höchstplatzierung, Gesamtwochen, AuszeichnungChartplatzierungen (Jahr, Titel, Musiklabel, Platzierungen, Wochen, Auszeichnungen, Anmerkungen) | Höchstplatzierung, Gesamtwochen, AuszeichnungChartplatzierungen (Jahr, Titel, Musiklabel, Platzierungen, Wochen, Auszeichnungen, Anmerkungen) | Höchstplatzierung, Gesamtwochen, AuszeichnungChartplatzierungen (Jahr, Titel, Musiklabel, Platzierungen, Wochen, Auszeichnungen, Anmerkungen) | Anmerkungen                                             |
| Jahr | Titel Musiklabel                  | DE | AT | CH | Anmerkungen                                             |
| ---- | --------------------------------- | --- | --- | --- | ------------------------------------------------------- |
| 2009 | The Album Columbia Records (Sony) | DE1 Gold · (11 Wo.)DE | AT1 Gold · (8 Wo.)AT | CH4 (9 Wo.)CH | Erstveröffentlichung: 19. Juni 2009 Verkäufe: + 137.000 |
| 2010 | Nothing to Loose 313 Music (Sony) | DE37 (1 Wo.)DE | — | — | Erstveröffentlichung: 17. September 2010                |
| 2013 | Diversity QQ5 Records (RTD)       | DE90 (1 Wo.)DE | — | — | Erstveröffentlichung: 25. Oktober 2013                  |

## Tourneen
- 2009: Daniel Schuhmacher – Die Tour
- 2010: Nothing To Lose Clubtour
- 2011: On A New Wave Tour
- 2012/2013: Daniel Schuhmacher & Band Tour

## Synchronisation
- 2009: CSI: Den Tätern auf der Spur – Der Mann ihrer Träume (Folge 8, Staffel 9)

## Auszeichnungen
- 2009: CMA Wild And Young – Bester Newcomer
- 2009: CMA Wild And Young – Bester Single National (Anything but Love)
- 2009: Fleurop – Sommerhit des Jahres (Anything but Love)
- 2010: Comet – Bester Durchstarter
- 2010: Myspace – Bester Act National
- 2010: CMA Wild And Young – Bester Sänger National
- 2010: CMA Wild And Young – Bestes Album National (Nothing To Lose)
- 2010: CMA Wild And Young – Bestes Musikvideo National (Honestly)
- 2019: Magazin Mannschaft – Gayropäer des Jahres

Nominierungen
- 2010: Echo Pop – Bester Newcomer National
- 2010: Echo Pop – Bestes Video National
- 2010: Comet – Star der Stars